# Acacia retinodes
Acacia retinodes é uma espécie de leguminosa do gênero Acacia, pertencente à família Fabaceae.